# Carleton-Centre
Circonscription électorale provinciale du Canada
Carleton-Centre est une ancienne circonscription électorale provinciale du Nouveau-Brunswick, fusionnée en 1995 avec Carleton-Nord et Carleton-Sud pour former Carleton.

## Liste des députés
| Période                                  | Période | Identité              | Étiquette | Qualité |
| ---------------------------------------- | ------- | --------------------- | --------- | ------- |
| 1987                                     | 1995    | Alison Winston DeLong | Libéral   |         |
| Les données manquantes sont à compléter. |         |                       |           |         |